# June Tabor
June Tabor (Warwick, 31 dicembre 1947) è una cantante britannica di genere folk.

## Biografia
Inizia la sua carriera agli inizi degli anni settanta. La fama arriva tuttavia grazie alla sua collaborazione con Maddy Prior sotto il nome di Silly Sisters. Quasi in contemporanea avviene anche il suo debutto da solista.
Durante il corso degli anni collabora con numerosi artisti e gruppi.
Nel 2004 è stata nominata Folk Singer of the Year al BBC Radio 2 Folk Awards.

## Discografia

### Album solisti
- 1976 - Airs and Graces
- 1977 - Ashes and Diamonds
- 1980 - A Cut Above
- 1983 - Abyssinians
- 1986 - The Peel Sessions
- 1988 - Aqaba
- 1989 - Some Other Time
- 1992 - Angel Tiger
- 1994 - Against the Streams
- 1997 - Aleyn (album) (1997)
- 1998 - On Air
- 1999 - A Quiet Eye
- 2001 - Rosa Mundi
- 2003 - An Echo of Hooves
- 2005 - Always
- 2005 - At the Wood's Heart
- 2007 - Apples
- 2011 - Ashore

### Assieme a Maddy Prior
- Silly Sisters
- No More to the Dance (col nome di The Silly Sisters)

### Collaborazioni con The Oyster Band
- 1990 - Freedom and Rain
- 2011 - Ragged Kingdom

### Collaborazioni con The Mrs Ackroyd Band
- 1990 - Oranges and Lemmings
- 1994 - Gnus and Roses
- 2003 - Yelp! (2003)

### Anthologie
- 1993 - Anthology
- 2003 - The Definitive Collection